# Giro delle Fiandre femminile 2009
Il Giro delle Fiandre femminile 2009, sesta edizione della corsa e valido come seconda prova della Coppa del mondo di ciclismo su strada femminile 2009, si svolse il 5 aprile 2009 su un percorso di 131,6 km, con partenza da Oudenaarde e arrivo a Ninove, in Belgio. La vittoria fu appannaggio della tedesca Ina-Yoko Teutenberg, che completò il percorso in 3h30'12", alla media di 37,564 km/h, precedendo l'olandese Kirsten Wild e la svedese Emma Johansson.
Sul traguardo di Ninove 83 cicliste portarono a termine la competizione.

## Squadre e corridori partecipanti
| N.      | Cod. | Squadra                        |
| ------- | ---- | ------------------------------ |
| 1-6     | TCW  | Team Columbia Women            |
| 11-16   | CWT  | Cervélo TestTeam Women         |
| 21-26   | DSB  | DSB Bank-LTO                   |
| 31-36   | NUR  | Equipe Nürnberger Versicherung |
| 41-46   | BCT  | Bigla Cycling Team             |
| 51-56   | MSI  | Selle Italia-Ghezzi            |
| 61-66   | GAU  | Gauss-RDZ-Ormu-Colnago         |
| 71-76   | FLX  | Team Flexpoint                 |
| 81-86   | RSC  | Red Sun Cycling Team           |
| 91-96   | SAF  | Safi-Pasta Zara-Titanedi       |
| 101-106 | VOR  | Vision 1 Racing                |
| 111-116 | LBL  | Lotto-Belisol Ladiesteam       |
| 121-126 | DCG  | Team CMax-Dilà                 |

| N.      | Cod. | Squadra                      |
| ------- | ---- | ---------------------------- |
| 131-136 | FEN  | Fenixs                       |
| 141-146 | LNL  | Leontien.nl                  |
| 151-156 | FUT  | Vienne Futuroscope           |
| 161-166 | MIC  | SC Michela Fanini-Record-Rox |
| 171-176 | TUE  | Team Uniqa-Elk               |
| 181-186 | ESP  | ESGL 93-GSD Gestion          |
| 191-196 | VLL  | Topsport Vlaanderen-Thompson |
| 201-206 | HPU  | Team Hitec Products-UCK      |
| 211-216 | DEU  | Nazionale tedesca            |
| 221-226 | NLD  | Nazionale olandese           |
| 231-236 | USA  | Nazionale statunitense       |
| 241-246 | GBR  | Nazionale britannica         |

## Resoconto degli eventi
Dopo pochi chilometri dalla partenza di Oudenaarde andò via la prima fuga, composta da quattro atlete, tra cui l'italiana Fabiana Luperini (Selle Italia-Ghezzi). Riprese, fu l'ucraina Alyona Andruk (Safi-Pasta Zara-Titanedi) a scattare, rimanendo da sola in testa per una cinquantina di chilometri; grazie al lavoro della Cervélo Testteam, il gruppo si ricompattò. Sul Muro di Grammont attaccò l'altra portacolori italiana Noemi Cantele del team svizzero Bigla, seguita da Marianne Vos, Nicole Cooke e Emma Johansson, ma le quattro fuggitive furono riprese nella discesa successiva. Dopo l'ultimo muro riprovò lo scatto Vos, ma la Cervélo riuscì a ricucire. Sul traguardo di Meerbeke arrivò un gruppo di 15 atlete, tra cui la tedesca Ina-Yoko Teutenberg, che riuscì a spuntarla in volata.

## Ordine d'arrivo (Top 10)
| Pos. | Corridore         | Squadra      | Tempo    |
| ---- | ----------------- | ------------ | -------- |
| 1    | Ina-Y. Teutenberg | Columbia     | 3h30'12" |
| 2    | Kirsten Wild      | Cervélo      | s.t.     |
| 3    | Emma Johansson    | Red Sun      | s.t.     |
| 4    | Nicole Cooke      | Vision 1     | s.t.     |
| 5    | Martine Bras      | Selle Italia | s.t.     |
| 6    | Marianne Vos      | DSB          | s.t.     |
| 7    | Julia Martisova   | Gauss-RDZ    | s.t.     |
| 8    | Noemi Cantele     | Bigla        | s.t.     |
| 9    | Loes Gunnewijk    | Flexpoint    | s.t.     |
| 10   | Grace Verbeke     | Lotto        | s.t.     |

## Punteggi UCI
| Pos. | Corridore           | Squadra      | Punti |
| ---- | ------------------- | ------------ | ----- |
| 1    | Ina-Yoko Teutenberg | Columbia     | 75    |
| 2    | Kirsten Wild        | Cervélo      | 50    |
| 3    | Emma Johansson      | Red Sun      | 35    |
| 4    | Nicole Cooke        | Vision 1     | 30    |
| 5    | Martine Bras        | Selle Italia | 27    |
| 6    | Marianne Vos        | DSB          | 24    |
| 7    | Julia Martisova     | Gauss-RDZ    | 21    |
| 8    | Noemi Cantele       | Bigla        | 18    |
| 9    | Loes Gunnewijk      | Flexpoint    | 15    |
| 10   | Grace Verbeke       | Lotto        | 11    |
| 11   | Trixi Worrack       | Nürnberger   | 10    |
| 12   | Susanne Ljungskog   | Flexpoint    | 9     |
| 13   | Christiane Soeder   | Cervélo      | 8     |
| 14   | Eva Lutz            | Nürnberger   | 7     |
| 15   | Tania Belvederesi   | Gauss-RDZ    | 6     |
| 16   | Vicki Whitelaw      | Vision 1     | 5     |
| 17   | Sarah Duster        | Cervélo      | 4     |
| 18   | Kristin Armstrong   | Cervélo      | 3     |
| 19   | Giorgia Bronzini    | Safi         | 2     |
| 20   | Liesbeth De Vocht   | DSB          | 1     |

| Pos. | Squadra                  | Punti |
| ---- | ------------------------ | ----- |
| 1    | Team Columbia Women      | 75    |
| 2    | Cervélo TestTeam Women   | 65    |
| 3    | Red Sun Cycling Team     | 35    |
| 4    | Vision 1 Racing          | 35    |
| 5    | Selle Italia-Ghezzi      | 27    |
| 6    | Gauss-RDZ-Ormu-Colnago   | 27    |
| 7    | DSB Bank-LTO             | 25    |
| 8    | Team Flexpoint           | 24    |
| 9    | Bigla Cycling Team       | 18    |
| 10   | Nürnberger Versicherung  | 17    |
| 11   | Lotto-Belisol Ladiesteam | 11    |
| 12   | Safi-Pasta Zara-Titanedi | 2     |